# Prek Sbov

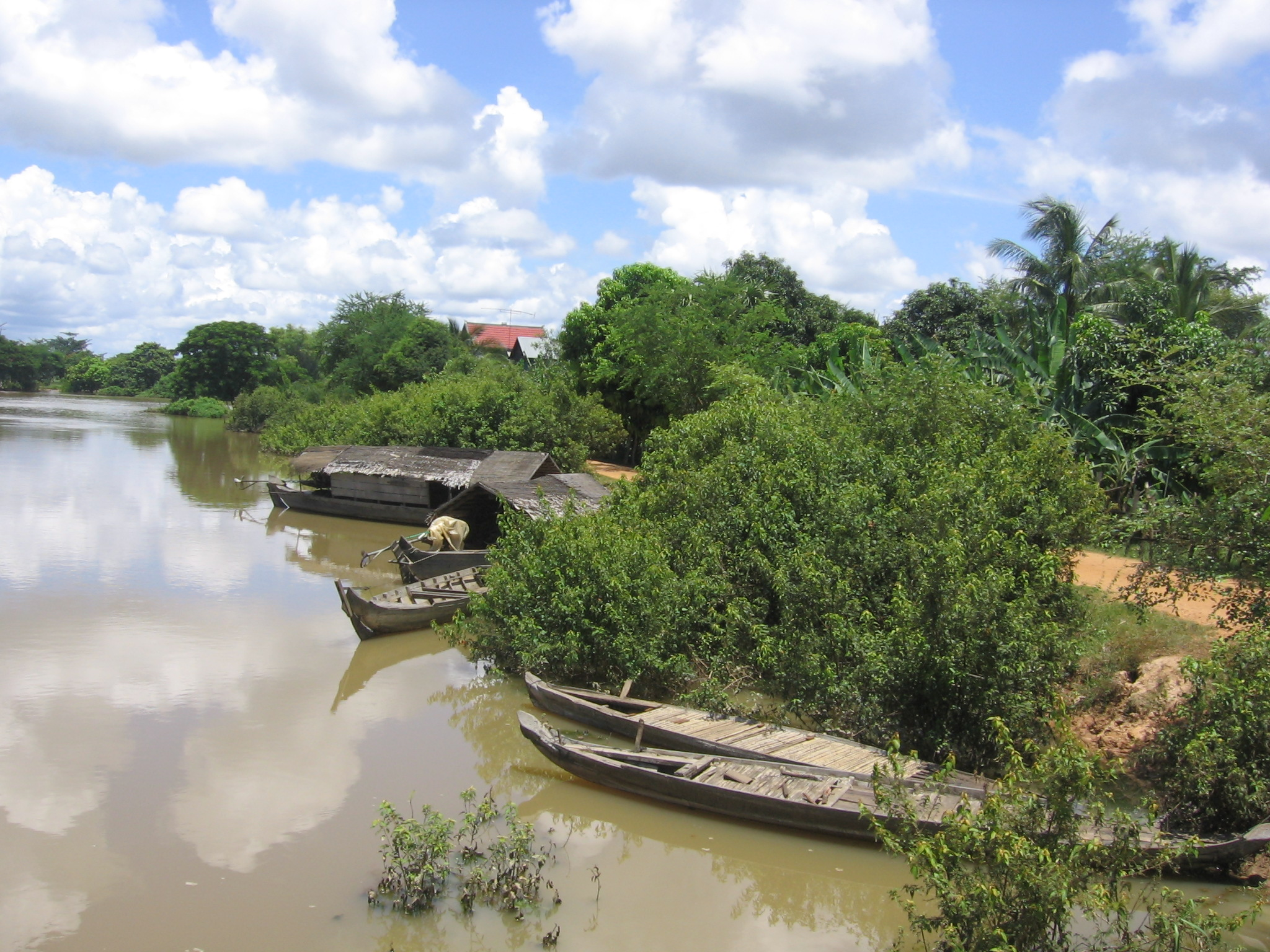
Prek Sbov.

Prek Sbov, ibland stavat Prek Sbauv, är en liten fiskeby vid Senfloden i nordöstra Kambodja. Pol Pot föddes här den 19 maj 1925 Förutom att vara födelseplats för Pol Pot, ledare för Röda khmererna, är Prek Sbov lik vilken annan kambodjansk fiskeby som helst. Byn ligger i provinsen Kompong Thom och består av endast ett tiotal hus, bara några meter nordost om Tonle Sap. Prek Sbov ligger inte långt bort från Kampong Thoms huvudord, Kampong Thum. 